# Abbey of Regina Laudis
Die Abbey of Regina Laudis ist der älteste Benediktinerinnen-Konvent in den USA mit Sitz in Bethlehem, Connecticut. Internationale Bekanntheit erlangte die heutige Abtei durch den 1963 erfolgten Beitritt der Schauspielerin Dolores Hart, die seit 2001 Priorin ist.

## Geschichte

### Vorgeschichte
Die Wurzeln von Regina Laudis finden sich in der Abtei Notre-Dame de Jouarre im Frankreich des 7. Jahrhunderts. Nur wenige Tage nachdem die in Frankreich lebende US-Amerikanerin Vera Duss 1936 ihr Medizinstudium abgeschlossen hatte, überraschte sie ihre Familie mit dem Entschluss, sich dem religiösen Leben zu widmen und der Abtei Notre-Dame de Jouarre beizutreten. Während des Zweiten Weltkriegs war die Gemeinde Jouarre von der deutschen Armee eingenommen und die Abtei selbst von Nazi-Offizieren besetzt. Nachdem die USA in den Krieg eingetreten waren, wurde der inzwischen zur Mutter Benedict geweihten Vera Duss geraten, unterzutauchen, weil die bloße Anwesenheit einer Amerikanerin eine ständige Gefahr für die Abtei sei.
Nachdem die Abtei am 27. August 1944 von der 3. US-Armee unter Führung des Generals George S. Patton befreit worden war, wollte Mutter Benedict sich auf irgendeine Weise bedanken. So kam ihr in den Sinn, ein Kloster in den USA zu gründen. Mit ihrem Vorhaben fand sie Unterstützung bei Angelo Giuseppe Roncalli, dem seinerzeitigen Nuntius von Paris, und bei Giovanni Montini, die beide später Papst wurden.

### Die Anfänge
Gemeinsam mit Mutter Mary Aline, die Mutter Benedict seinerzeit vor dem Zugriff der Gestapo bewahrt hatte, reiste sie 1947 nach New York. Die beiden Nonnen fanden Unterkunft bei der Künstlerin Lauren Ford, die in Bethlehem, Connecticut, lebte. Bald bekamen sie unerwartete Unterstützung des Industriellen Robert Leather, der ebenfalls in Bethlehem lebte. Der gläubige Mann vermachte ihnen ein 450 Hektar großes Stück Land mit der Bitte, es intakt zu halten und einen heiligen Ort daraus zu machen. Dieses außergewöhnliche Geschenk lieferte den Platz für das von ihnen geplante Kloster.
Auf dem Grundstück befand sich eine von Leather zu einer Messingpoliturfabrik umgestaltete Scheune, die inzwischen aber nicht mehr genutzt wurde und leer stand. Sie wurde zum Hauptgebäude des Klosters umgebaut. Ein kleines Bauernhaus wurde von den inzwischen acht Nonnen des Konvents zur ersten Kapelle und ihrer ersten Unterkunft umgebaut.

### Vom Kloster zur Abtei
Mit Wirkung vom 10. Februar 1976 wurde das Kloster Regina Laudis in den Rang einer Abtei erhoben und war damit die erste Abtei auf amerikanischem Boden.
Nachdem die Gründerin das Amt der Äbtissin altersbedingt nicht mehr ausüben konnte, brach im Januar 2001 ein neues Zeitalter mit zunehmenden Berufungen junger Menschen an. Mutter David Serna wurde zur neuen Äbtissin gewählt, Mutter Dolores Hart zur Priorin (der Stellvertreterin der Äbtissin) und Mutter Maria Immaculata zur Subpriorin bestimmt. Diese Troika leitet in guter Zusammenarbeit die Geschicke der Abtei.
Eine Tochtergründung war die von 1989 bis 2015 bestehende Gemeinschaft in der historischen Abbazia di San Vincenzo al Vonturno in Italien.

## Bedeutung des Namens
Der Name der Abtei bedeutet „Königin des Lobes“ und wurde von der ersten und langjährigen Äbtissin, Mutter Benedict Duss, wie folgt erklärt: „Maria ist das Musterbeispiel der Lobpreisung Gottes; sie tat nichts anderes als nach den Regeln Gottes zu leben.“

## Namhafte Besucher
Im Lauf der Jahrzehnte besuchte eine Reihe von namhaften Persönlichkeiten das Kloster bzw. die Abtei. Eine von ihnen war Clare Boothe Luce, die die Vorlage für den erfolgreichen Film …und der Himmel lacht dazu (Come to the Stable) verfasst hat, der offensichtlich die Geschichte der Abtei zur Grundlage hat. Die im selben Film mitwirkende Schauspielerin Celeste Holm war ebenso Gast im Kloster wie die Sozialaktivistin und Journalistin Dorothy Day.
Durch die Anwesenheit und das Engagement von Dolores Hart wurden erst recht weitere Größen aus dem Showbusiness angelockt. Eine von ihnen war die britische Schauspielerin Vanessa Redgrave, die auf Einladung von Dolores Hart kam. Auch Paula Prentiss, die zusammen mit Dolores Hart in dem Film Ein Goldfisch an der Leine mitgewirkt hatte, besuchte Regina Laudis häufiger. Die Schauspielerin Patricia Neal konnte Mutter Dolores Hart sogar für die Gründung des Theaters The Gary – The Olivia gewinnen, das jährlich Open-Air-Veranstaltungen auf dem Gelände der Abtei durchführt.